# 田中一光 (ドラマー)
田中 一光（たなか いっこう、1965年10月8日 - ）は、日本のドラマー、ミュージシャン。プログレッシヴ・ロック・バンドYuka & Chronoshipのドラマー。愛知県名古屋市出身。
現在はYuka & Chronoshipの活動を中心に、さまざまなジャンルのアーティストと共演し、その活動は多岐にわたる。

## 略歴
- 中学時代にバンドを結成し、ドラムを始める。中学の文化祭でチューリップ、KISS、チープトリック、ビートルズのコピーを演奏。
- 中学卒業後、上京。
- 高校在学中、アマチュアバンドでのポプコン本選のTV放送がきっかけで、EXCESSサポートミュージシャンとして活動するが、本格的に音楽を習得するためにメーザーハウスに入学。
- メーザーハウス在学中に笹路正徳と出会う。卒業後、「ハートミュージック」の立ち上げに関わる。
- その後、B'zのレコーディング及びツアーサポートをはじめ、さまざまなジャンルにおいて才能を発揮。
- 2009年に結成されたプログレッシヴ・ロック・バンドYuka & Chronoshipのドラマーとして、2枚のアルバムをフランスのプログレッシヴ・ロック・レーベルMUSEA Recordsから世界31ヶ国でリリース。
- 2015年9月には3rdアルバム『The 3rd Planetary Chronicles（第三惑星年代記）』でCherry Red Recordsより待望のイギリスデビューを果たす。

## ライブ参加
- 沢田知可子(1996-2010)
- 麻倉あきら(2009-2019)
- w-inds(2002)
- 華原朋美(2001-2002)
- 反町隆史(1998-2001)
- 安室奈美恵(2001)
- 広石武彦(2000-2019)
- 氷室京介(2000)
- 野猿(2000)
- 貴水博之(1999)
- the brilliant green(1998)
- 奥居香(1997-1999)
- 甲斐バンド(1996)
- 甲斐よしひろ(1995-1997)
- B'z (1990-1994,2020)
- 小比類巻かほる(1987-1988)
- 中川勝彦(1985-1986)
- 田原俊彦(1985-1986)
- Respect up beat(2018)

その他、多数

## メンバーとして在籍
- Yuka & Chronoship(2009-)

## レコーディング参加
- B'z
- 氷室京介
- the brilliant green
- 奥居香
- 中川勝彦
- 寺田恵子
- ゴスペラーズ
- 篠原美也子
- 甲斐バンド
- 甲斐よしひろ
- AAA
- 野猿
- 佐藤宣彦

その他、多数